# 2022年アジア競技大会における柔道競技
2022年アジア競技大会における柔道競技は2023年9月24日から27日の4日間にわたって、中国の杭州で開催された。今大会は当初2022年に開催予定だったが、新型コロナウイルスの影響で2023年に延期となった。
　　　　　　　　　　　　　

## 大会結果

### 男子
| 階級        | 金                           | 銀                           | 銅                                                    |
| ----------- | ---------------------------- | ---------------------------- | ----------------------------------------------------- |
| 60kg以下級  | 楊勇緯                       | イ・ハリム                   | マグジャン・シャムシャディン カン・ジンチェ           |
| 66kg以下級  | 田中龍馬                     | ヨンドンペレンレイ・バスフー | ナルマンダフ・バヤンムンフ アン・バウル               |
| 73kg以下級  | ムロジョン・ユルドシェフ     | 橋本壮市                     | ベフルジ・ホジャゾダ ツェンドオチル・ツォグトバータル |
| 81kg以下級  | ソモン・マフマドベコフ       | 李俊奐                       | 老野祐平 アビライハン・ジュバナザル                   |
| 90kg以下級  | エルラン・シェロフ           | ダブラト・ボボノフ           | カラムノブ・サガイポフ アラム・グリゴリアン           |
| 100kg以下級 | ムザファルベク・トゥロボエフ | バトフヤグ・ゴンチグスレン   | ジャファル・コストエフ ヌルリハン・シャルハン         |
| 100kg超級   | マゴメドマル・マゴメドマロフ | テムール・ラヒモフ           | アリシェル・ユスポフ キム・ミンジョン                 |

### 女子
| 階級       | 金                       | 銀                         | 銅                                      |
| ---------- | ------------------------ | -------------------------- | --------------------------------------- |
| 48kg以下級 | 角田夏実                 | アビバ・アブジャキノワ     | ハリマジョン・クルボノワ 郭宗英         |
| 52kg以下級 | ディヨラ・ケルディヨロワ | ホルロードイ・ビシュレルト | ルハグバスレン・ソソルバラム 鄭叡璘     |
| 57kg以下級 | 連珍羚                   | 玉置桃                     | マイサ・パルダエワ 朴恩頌               |
| 63kg以下級 | 髙市未来                 | 唐婧                       | エスミグル・クユロワ 金智程             |
| 70kg以下級 | 田中志歩                 | 文成姬                     | グルノザ・マトニヤゾワ 馮瑩瑩           |
| 78kg以下級 | 馬振昭                   | 高山莉加                   | イリスホン・クルバンバエワ 尹賢智       |
| 78kg超級   | 金荷倫                   | 徐仕妍                     | 冨田若春 アマルサイハン・アディヤスレン |

## 男女混合団体戦
| 優勝                                                                     | 2位 | 3位 | 3位                                                |
| 日本 玉置桃 大吉賢 田中志歩 桑形萌花 田嶋剛希 老野祐平 高橋瑠璃 太田彪雅 | ウズベキスタン ディヨラ・ケルディヨロワ ムロジョン・ユルドシェフ グルノザ・マトニヤゾワ ダブラト・ボボノフ リナタ・イルマトワ アリシェル・ユスポフ | モンゴル ルハグバトゴー・エンフリーレン ツェンドオチル・ツォグトバータル バツーリ・ニャムエルデネ ガントゥルガ・アルタンバガナ ダムバダルジャー・ノミンズル オドフー・ツェツェンツェンゲル | 中国 蔡琪 チングダガ 唐婧 ブヘビリゲ 徐仕妍 李瑞軒 |

### 各国メダル数
| 順    | 国・地域             | 金 | 銀 | 銅 | 計 |
| ----- | -------------------- | -- | -- | -- | -- |
| 1     | 日本                 | 5  | 3  | 2  | 10 |
| 2     | ウズベキスタン       | 3  | 2  | 4  | 9  |
| 3     | チャイニーズタイペイ | 2  | 0  | 0  | 2  |
| 4     | 韓国                 | 1  | 2  | 6  | 9  |
| 5     | 中国                 | 1  | 2  | 3  | 6  |
| 6     | アラブ首長国連邦     | 1  | 1  | 3  | 5  |
| 7     | タジキスタン         | 1  | 1  | 1  | 3  |
| 8     | キルギス             | 1  | 0  | 0  | 1  |
| 9     | モンゴル             | 0  | 2  | 4  | 6  |
| 10    | カザフスタン         | 0  | 1  | 4  | 5  |
| 11    | 北朝鮮               | 0  | 1  | 1  | 2  |
| 12    | レバノン             | 0  | 0  | 1  | 1  |
| 12    | トルクメニスタン     | 0  | 0  | 1  | 1  |
| Total | Total                | 15 | 15 | 30 | 60 |

## 備考
- 今大会の女子48㎏級準決勝でカザフスタンのアビバ・アブジャキノワと韓国のイ・ヘギョンが対戦した際に、イの右手が組み手争いのさなかアブジャキノワの顎に直撃した。この際にイは謝罪の意を示したものの、ゴールデンスコア|GSに入って2分過ぎに、今度はイの右手がアブジャキノワの左頬に張り手を喰らわす格好となった。アブジャキノワは左目の下が赤く腫れて、その場にうずくまった。イはこれにより3つ目の指導を受けて反則負けとなった。この行為は柔道精神に反するものだとみなされたため、イは3位決定戦に出場する権利を与えられなかった。イはこの処分に納得がいかない様子で、アブジャキノワの握手にも応じず、座り込んで抗議の意を示した。中国の地元紙である新浪新聞や香港の英字紙サウスチャイナ・モーニング・ポストなど複数のメディアがイの行為を報じると、中国のネットユーザーからは「これはとても卑劣だ」「いったい何の競技なんだ?」「汚い、とても汚い!」「韓国ではそれが普通なのか?」などといった厳しい批判の声が寄せられた。一方、韓国のテレビ局SBSでこの試合を解説していた2018年のアジア大会金メダリストの金成民は、「柔道の試合をたくさん見てきましたが、なぜこれが反則なのかがわからない。今はちょっと混乱して解説できないですね」と述べると、朝鮮日報も「釈然としない判定だった。試合後にしばらく畳の上に立ち尽くしたイ・ヘギョンは涙とともに会場を去った」と報じた[3][4][5]。

- 今大会の男子73㎏級初戦で韓国のカン・ホンチョルと北朝鮮のキム・チョルグァンが対戦すると、キムが一本勝ちを収めたものの、試合後にキムはカンとの握手を拒否した。キムは2018年の世界選手権における男女混合団体戦で韓国と北朝鮮が南北統一チームを結成した際にチームの一員として出場していた。また、キムは国際大会に出場する度に韓国の選手たちと仲良く過ごしていたという。韓国代表チームの関係者は、「南北統一チームで出場したとき、選手たちは互いを“兄さん”“弟よ”と呼び合い、笑顔で温かく接していた。しかし今回再会したキム・チョルグァンは、私が知る5年前の彼ではなかった」と語った。なお、女子70㎏級初戦で韓国のハン・ヒジュが北朝鮮のムン・ソンヒに敗れた際に、ムンの方から握手を求めてきたため、キムの行為は北朝鮮チーム全体による意思表示ではないともみなされている[6][7]。

## 外部サイト
- Asian Games Hangzhou